# Хиого
Хио́го, или Хёго (яп. 兵庫県 Хё:го-кэн) — префектура Японии, которая находится в регионе Кинки. Площадь префектуры составляет 8396,16 км², население — 5 542 763 человека (1 августа 2014), плотность населения — 660,15 чел./км². Центр префектуры — город Кобе.

## История
Современная префектура Хиого включает территории, ранее называвшиеся провинциями Харима, Тадзима, Авадзи и части Тамбы и Сэтцу.
В 1180 году, практически в конце эпохи Хэйан, Император Антоку, Киёмори Тайра и императорский совет переместились в Фукухару (сейчас — город Кобе). Столица оставалась там в течение пяти месяцев.
Южной части префектуры Хиого были нанесены серьёзные повреждения в 1995 году великим землетрясением Хансин. Землетрясение уничтожило большую часть Кобе, Авадзи, Такарадзуку и соседнюю префектуру Осака. В результате него погибло около 5500 человек.

## Административно-территориальное деление
В префектуре Хиого расположено 29 городов и 8 уездов (12 посёлков).

### Города
Список городов префектуры:
| - Авадзи; - Аиои; - Акаси; - Ако; - Амагасаки; - Асаго; - Асия; - Итами; - Каваниси; - Какогава; | - Касай; - Като; - Кобе; - Мики; - Минамиавадзи; - Нисиваки; - Нисиномия; - Оно; - Санда; - Тамба-Сасаяма; | - Сисо; - Сумото; - Такарадзука; - Такасаго; - Тамба; - Тацуно; - Тоёока; - Химедзи; - Ябу. |

### Уезды
Посёлки по уездам:
| - Кавабе; - Инагава; - Така; - Така; - Како; - Инами; - Харима; | - Кандзаки; - Итикава; - Камикава; - Фукусаки; - Ибо; - Тайси; | - Ако; - Камигори; - Саё; - Саё; - Миката; - Ками; - Синъонсен. |

## Достопримечательности
В городе Химедзи находится замок Химэдзи, охраняемый ЮНЕСКО. В префектуре также находится историческая местность Ако-хан, родина 47 ронинов.

## Символика
Эмблема префектуры была создана 10 февраля 1921 года, но после утверждения флага больше не используется. Флаг был объявлен 10 июня 1964 года.
Цветком префектуры выбрали японскую хризантему, деревом — камфорное дерево, а птицей — дальневосточного аиста.

## Комментарии
1. ↑  В соответствии с Инструкцией по русской передаче географических названий Японии (ГКИНП-101; М.: «Наука», 1975), встречается на картах[1], атласах[2] и в энциклопедических словарях[3][4][5].
2. ↑  Данное именование получило распространение в научных публикациях[6][7][8][9], связанных с японоведением.